# Jennifer Gentle
I Jennifer Gentle sono un gruppo di rock psichedelico italiano nato nel 1999 a Padova, attivo soprattutto fuori dall'Italia, primo gruppo europeo a ricevere un contratto dalla Sub Pop di Seattle. Il gruppo ruota attorno alla figura del frontman Marco Fasolo, anche produttore discografico e autore di colonne sonore.

## Storia del gruppo

### Gli inizi e i primi 2 album
La storia dei Jennifer Gentle ha inizio alla fine del 1999. Dopo aver realizzato In casa, colonna sonora di un film indipendente, nel 2001 pubblicano il loro primo album I am you are. L'album era stato già composto da Marco Fasolo quando egli chiamò gli altri componenti della formazione originale (Alessio Gastaldello alla batteria, Isacco Maretto alla chitarra e Nicola Crivellari al basso) per le registrazioni. Le sonorità del disco richiamano fortemente le atmosfere acide della scena musicale inglese dei tardi anni sessanta, Syd Barrett su tutti, non a caso il gruppo prende il nome da una strega citata in un brano dei Pink Floyd intitolato Lucifer Sam, inserito nel primo album del gruppo, The piper at the gates of dawn.
Il loro secondo album, Funny creatures lane (2002) è considerato da critici nazionali quali Claudio Fabretti o Piero Scaruffi tra i migliori mai pubblicati in Italia.
Sempre nello stesso anno viene stampato The wrong cage, contenente tre brani registrati dal vivo e che vede la collaborazione del chitarrista giapponese Kawabata Makoto dei Acid Mothers Temple.
I dischi sono pubblicati dalla SillyBoy Entertainment Archiviato il 25 novembre 2005 in Internet Archive., casa discografica indipendente fondata da Alessio Gastaldello e Marco Damiani. Nel 2003 la Lexicon Devil, etichetta australiana, ristampa i primi due dischi riuniti in un cofanetto intitolato Ectoplasmic Garden Party.
In questo periodo si esibiscono per la prima volta a New York dove suonano al Luxx, al CBGB mecca del rock newyorkese e alla radio WFMU.
Alla fine del 2004 la SillyBoy pubblica un disco tributo a Franco Battiato contenente pezzi dell'artista catanese risalenti al suo periodo progressivo. Il disco vede la partecipazione, tra gli altri, dei giapponesi Acid Mothers Temple, degli Zu e degli Oneida, oltre che degli stessi Jennifer Gentle.

### Valende - 2005
I Jennifer Gentle diventano il primo gruppo italiano ad essere messo sotto contratto dalla casa discografica statunitense Sub Pop Records, celebre per aver lanciato i Nirvana. Il loro terzo album, Valende, uscito nel gennaio del 2005, è il primo disco italiano dall'etichetta di Seattle. Subito dopo partono per un primo lungo tour negli Stati Uniti, 40 date in 45 giorni, coast to coast da New York a San Francisco. Presenteranno il disco al festival South by Southwest (SXSW) ad Austin in Texas, dove divideranno il palco con Robyn Hitchcock, The Thermals e le Sleater-Kinney. Per l'impegnativo tour si uniscono alla band il tastierista Liviano Mos e il bassista Francesco Candura.
Durante il 2006 si esibiscono poco dal vivo, dal momento che è in preparazione il quarto disco, ma vanno ricordate le date in supporto ai Mudhoney ed agli Architecture in Helsinki.
A novembre 2006 esce per la A Silent Place, etichetta indipendente di Andria, il disco A New Astronomy, uscito in precedenza solo in tiratura limitata a cento copie per la Sub Pop. L'album contiene tredici tracce tra le più sperimentali scritte dalla band ed è ispirato alla vita di Giovanni Paneroni.
Qualche mese prima per la stessa etichetta, è uscito un LP su insolito vinile rosa, dal titolo Sacramento Session/5 of 3 (A Silent Place), testimonianza di una jam session registrata negli studi della radio KDVS durante il loro precedente tour negli Stati Uniti; sul secondo lato, invece, sono incisi dei brani di Fasolo risalenti presumibilmente allo stesso periodo delle registrazioni di A new astronomy.

### The Midnight Room - 2007
Nel 2007 Marco Fasolo rimane il solo membro fondatore a guidare la formazione dopo che Alessio Gastaldello, batterista, si separa dal gruppo per iniziare il suo progetto solista con il nome Mamuthones. Lasciano anche Isacco Maretto e Paolo Mioni che si alternavano alle chitarre dal vivo.
Esce nel giugno 2007 The Midnight Room, quarto album in studio dei Jennifer Gentle e secondo per l'etichetta americana Sub Pop Records. Scritto, prodotto e suonato dal solo Marco Fasolo. Le registrazioni si sono svolte a Caverzere, in una vecchia scuola anni trenta che durante la guerra fu ospedale da campo. Sempre nel giugno 2007 aprono i concerti italiani dei Built To Spill. Il disco darà seguito ad un secondo lungo tour negli Stati Uniti e una serie di concerti in Gran Bretagna. Inoltre la band si esibisce anche in Cina per alcuni eventi Max & Co, a seguito dell'utilizzo del brano I Do Dream You in uno spot cinese per la diffusione dell'utilizzo del preservativo.
Vengono invitati da Jarvis Cocker, leader dei Pulp, nella sua unica data italiana e aprono per i Sebadoh a Londra. L'attenzione inglese per la band si concretizza ancor più quando il brano Take My Hand viene incluso in un allegato curato dalla rivista Mojo e nella tradizionale compilation Rough Trade Shops, che segnala le migliori uscite indie dell'anno. Si esibiscono quindi al Greenman Festival e al Great Escape Festival di Brighton e partecipano al programma radio Brain Surgery Show di Marc Riley suonando live in diretta negli studi della BBC.
Nella primavera 2008 esce l'EP Evanescent Land, edito dalla neonata etichetta inglese Heron Recordings, contenente l'inedita She's alright e la rivisitazione fedele ai live di tre brani contenuti in Funny Creatures Lane.
La formazione dal vivo, in quel frangente, comprende Marco Fasolo (voce, chitarra), Liviano Mos (tastiere) oltre ai nuovi ingressi Andrea Garbo (chitarra), Paolo Mongardi (batteria) e Milo Scaglioni (basso) che sostituisce il precedente bassista Francesco Candura, impegnato sia con Beatrice Antolini che con il suo progetto solista Stop The Wheel.

### Concentric - 2008
Nell'inverno del 2008, durante le sessioni di registrazione di Concentric, disco sperimentale che uscirà solo nel 2010, i rapporti interni alla band si fanno sempre più tesi. Malumori e dissapori portano ad un nuovo cambio di formazione, lasciando i soli Marco Fasolo e Liviano Mos a condurre un tour in Svizzera, Germania, Paesi Bassi e Belgio, di supporto ai Dodos rock band di San Francisco e a partecipare all'Eurosonic Festival. Vengono inoltre invitati ad aprire per i Franz Ferdinand a Milano.
Dopo qualche mese il duo si completa con Stephen Gilchrist, batterista londinese già nel progetto solista di Graham Coxon dei Blur.
Nel novembre 2009 e successivamente, al duo Marco Fasolo-Liviano Mos si uniscono per alcune date live due terzi dei Verdena, ossia Alberto Ferrari al basso e Luca Ferrari alla batteria.
La rivista inglese Mojo presenta in allegato al numero #196 (marzo 2010) un tributo a Syd Barrett in occasione del quarantennale di The Madcap Laughs. I brani del disco sono stati reinterpretati da vari artisti tra cui REM, J Mascis, Marc Almond, Robyn Hitchcock, Hawkwind. I Jennifer Gentle partecipano con If it's in you.
Nella primavera 2010 esce Concentric, album di musica d'avanguardia e sperimentale per l'etichetta A Silent Place. Il disco, registrato nel 2008, secondo il parere degli addetti del settore, mette in riga tutte le precedenti sperimentazioni di Fasolo e soci.
Sempre nel 2010 esce l'inedito Little Carol, presente nella colonna sonora di Una vita tranquilla, film diretto da Claudio Cupellini.
Nell'estate 2010 il duo Fasolo-Mos suona in acustico in varie città italiane per un mini-tour di 6 date, tra cui figurano anche due concerti in supporto di Jónsi dei Sigur Rós.
Nell'estate e successivamente anche nell'autunno del 2012 il duo Marco Fasolo-Liviano Mos torna in tour accompagnati nuovamente dai membri dei Verdena Alberto Ferrari (al basso) e Luca Ferrari (alla batteria).
Il 17 aprile 2013 Marco Fasolo, con l'aiuto del manager Marco Damiani e al produttore Jean-Charles Carbone, pubblica a nome Universal Daughters l'album di cover "Why Hast Thou Forsaken Me?". Il disco è un progetto benefico per La Città della Speranza, fondazione di Padova che si occupa di sostenere la ricerca sulle neoplasie infantili, a cui hanno partecipato molti musicisti italiani e stranieri tra cui Verdena, Lisa Germano, Chris Robinson, Jarvis Cocker dei Pulp, Mark Arm dei Mudhoney, Swamp Dogg e molti altri.
L'8 giugno 2013 suonano al festival MI AMI di Rockit, per la prima volta dopo il tour del 2012 e per la prima volta dal 2008 con una formazione completa che non comprenda Alberto e Luca dei Verdena. La nuova formazione vede, oltre al duo storico Fasolo-Mos, il ritorno di Francesco Candura al basso, Diego Dal Bon alla batteria e Guido Giorgi a vari strumenti (chitarra, tastiere, percussioni).
Nel gennaio del 2015 annunciano il tour come gruppo spalla dei Verdena e la ristampa dei primi due album (I Am You Are e Funny Creatures Lane) per Bomba Dischi.

### Jennifer Gentle - 2019
Negli anni di inattività Mos, Candura e Giorgi si separano dal gruppo.
Nel 2019 esce l'LP omonimo per La Tempesta International.

## Formazione

### Stabile
- Marco Fasolo - voce, chitarra (6 e 12 corde) (live) + tastiere, flauto, basso, pianoforte, batteria, glockenspiel, kazoo, campane (studio) (1999-presente)
- Diego Dal Bon - batteria, percussioni (2013 - presente)

### Collaboratori dal vivo
- Diego Dal Bon - batteria, percussioni (2013 - presente)
- Alessio Lonati - basso, cori (2019 - presente)
- Carlo Maria Toller - pianoforte, chitarra, cori (2019 - presente)
- Carlo Poddighe - chitarra, tastiere, cori (2019 - presente)
- Kevin Magliolo - chitarra, tastiere, cori (2019 - presente)

### Special guest
- Alberto Ferrari - basso, voce, kazoo (2009, 2012)
- Luca Ferrari - batteria, percussioni (2009, 2010, 2012)

### Ex componenti
- Alessio Gastaldello - batteria, percussioni (1999-2007) non presente nelle registrazioni di The Midnight Room nel 2007
- Isacco Maretto - chitarra, basso, fisarmonica (1999-2007) non presente nelle registrazioni di Valende nel 2005 e per l'EP Sacramento Session.
- Nicola Crivellari - basso, chitarra (1999-2005) non presente nelle registrazioni di Valende nel 2005
- Max Trisotto - tastiere, chitarra, cori (2002-2003) membro nei live
- Paolo Mioni - basso, chitarra (2005-2007) membro nei live
- Liviano Mos - organo, sintetizzatore, cori, kazoo, percussioni, xilofono (2005-2015) membro nei live, per l'EP Sacramento Session e in studio per gli album Evanescent Land e Contentric[15]
- Francesco Candura - basso (2005-2008, 2013-2015) membro nei live, per l'EP Sacramento Session e in studio e per l'EP Evanescent Land[13]
- Milo Scaglioni - basso (2008) membro nei live
- Andrea Garbo - chitarra, kazoo, slide whistle, cori (2006-2008) membro nei live, per l'EP Evanescent Land e in studio per l'album Contentric
- Paolo Mongardi - batteria, percussioni (2006-2008) membro nei live, per l'EP Evanescent Land e in studio per l'album Contentric
- Stephen Gilchrist - batteria, cori (2009, 2011) membro nei live
- Guido Giorgi - chitarra, percussioni, tastiere, cori (2013-2015)[13]

## Discografia

### Album Studio
- 2001 - I Am You Are (Sillyboy, autoprodotto; 2015, Bomba Dischi)
- 2002 - Funny Creatures Lane (Sillyboy, autoprodotto; 2015, versione remixata, Bomba Dischi)
- 2005 - Valende (Audioglobe/SubPop)
- 2005 - A New Astronomy (SubPop, edizione limitata di 100 copie; 2006, A Silent Place/Audioglobe)
- 2007 - The Midnight Room (SubPop)
- 2010 - Concentric (A Silent Place)
- 2019 - Jennifer Gentle (La Tempesta)

### EP
- 2008 - Evanescent Land EP (Heron Recordings; edizione limitata di 1000 copie)

### Live
- 2002 - The Wrong Cage con Makoto Kawabata degli Acid Mothers Temple (Sillyboy; ristampa nel 2008 A Silent Place)
- 2006 - Sacramento Sessions/5 of 3 (LP a tiratura limitata; A Silent Place)
- 2008 - Live in the House of God (LP a tiratura limitata; A Silent Place)

### Raccolte
- 2003 - Ectoplasmic Garden Party (cofanetto che contiene i primi due album; Lexicon Devil Records)
- 2015 - I Am You Are + Funny Creatures Lane (cofanetto che contiene una rimasterizzazione del primo disco e un nuovo mix delle tracce originali del loro secondo lavoro; Bomba Dischi)

### Compilation
- 2003 - Ptolemaic Terrascope #34 cover cd
- 2003 - What's your function: a tribute to Franco Battiato (Sillyboy)
- 2005 - Songbook of songs 2005(Sub Pop)
- 2006 - Songbook of songs 2006 (Sub Pop)
- 2007 - Jardim Elèctrico: A Tribute To Os Mutantes (con la canzone "Panis et Circenses") (Sillyboy)
- 2007 - In Search of Syd: MOJO Presents 15 Mind-Bending Freak-Outs!
- 2008 - Rough Trade shops 07 (2 cd, Rough Trade)

### Colonne sonore
- 2000 - Come tu mi vuoi - Colonna sonora originale (cortometraggio di Claudio Cupellini)
- 2004 - Chi ci ferma più - Colonna sonora originale (cortometraggio di Claudio Cupellini)[16]
- 2010 - Little Carol canzone per il film Una vita tranquilla di Claudio Cupellini
- 2012 - Spot di Sky On Demand[17]
- 2012 - La Nuvola – Work in Progress (documentario)[18]
- 2015 - A Life in the Death of Joe Meek (documentario)[19]
- 2015 - Alaska (lungometraggio di Claudio Cupellini)

### Universal Daughters
- 2013 - Why hast Thou forsaken me?